# Бургиньоны

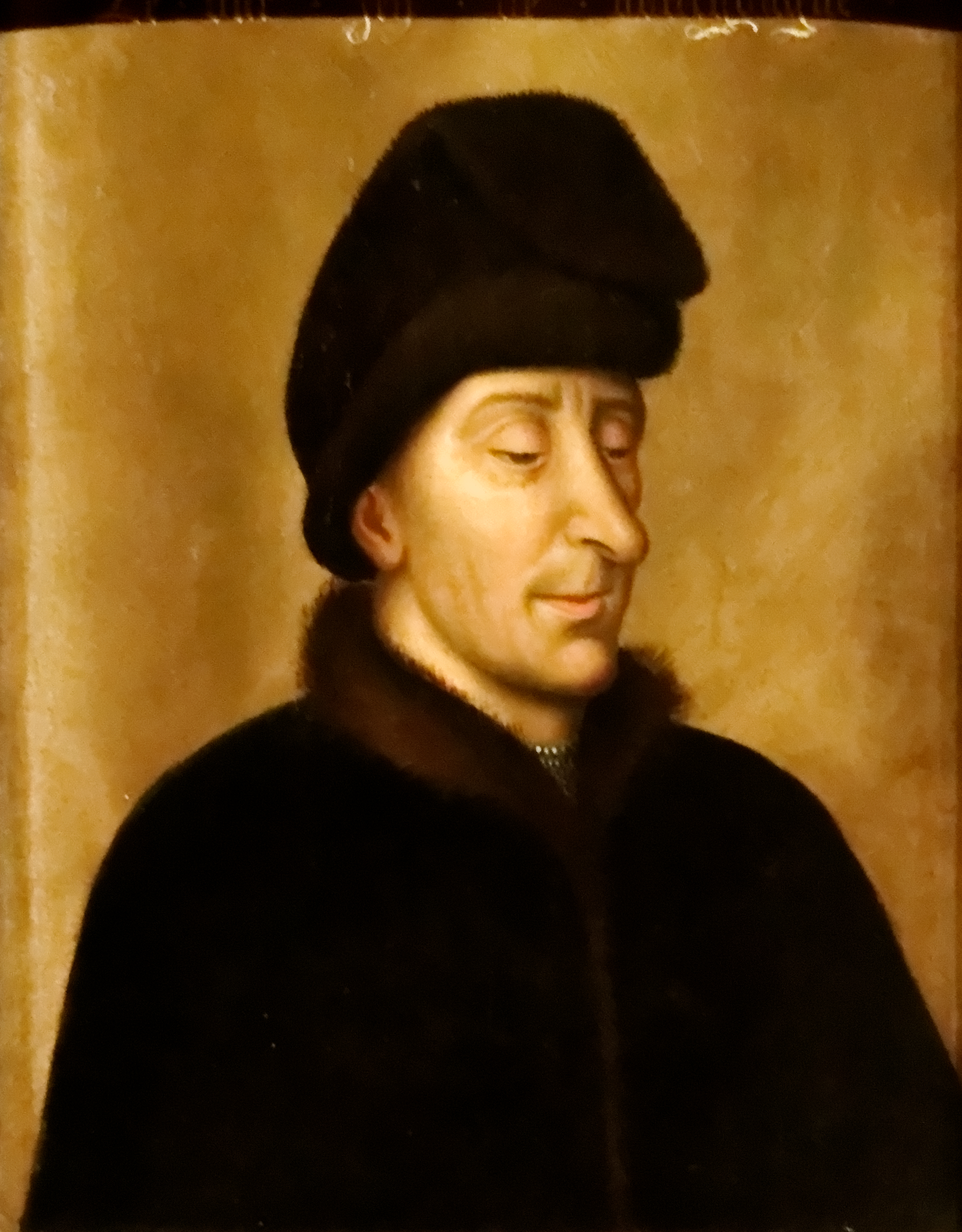
Жан Бесстрашный, ок. 1500 года

Бургиньо́ны (фр. Bourguignons) — во время смут первой половины XV века во Франции, в 1410—1435 годах, политическая партия герцога Бургундского, опиравшаяся на городское население северной Франции; действовала против арманьяков, поддерживаемых аристократией юга, в так называемой войне бургиньонов и арманьяков.
Во главе бургиньонов стояли бургундские герцоги Жан Бесстрашный и Филипп Добрый.

## Главные бургиньоны
- Филипп II Смелый
- Жан Бесстрашный
- Филипп Добрый
- Карл Смелый
- Шателю, Клод
- Ролен, Николя
- Кабош, Симон
- Кошон, Пьер